# Ice Age 3: Dinosaurerne kommer
Ice Age 3: Dinosaurerne kommer (originaltitel: Ice Age: Dawn of the Dinosaurs) er en animationsfilm fra 2009, og er efterfølgeren til Ice Age fra 2002 og Ice Age 2: På tynd is fra 2006. Filmen blev produceret af Blue Sky Animated for 20th Century Fox, og blev instrueret af Carlos Saldanha, som også var medinstruktør på Ice Age og Ice Age 2. Filmen blev nævnt i kommentarsporet på dvd-versionen af Ice Age 2. Den første trailer til filmen blev vist i forbindelse med premieren på filmen Horton og Støvfolket Hvem (14. marts 2008).

## Handling
Manny og Ellie venter deres første barn og Diego er tvivlsom, da banden har gjort ham til et ”udstoppet stykke legetøj”. Sid starter sin egen familie, da han finder tre æg i en hule under jorden. Fra æggene kommer tre dinosaur børn, og deres mor er på udkig efter dem. Hun bringer dinosaur børnene og Sid ind i hulen. Banden følger efter og opdager indgangen til en helt ny verden under isen, beboet af dinosaurer. De løb ind kødædere, kødædende planter, lava strømme og den enøjet væsel Buck som hjælper dem med at finde Sid.

## Medvirkende
Danske stemmer
- Thomas Mørk som Manny
- Jens Andersen som Sid
- Michael Carøe som Diego
- Jens Jacob Tychsen som Buck
- Ellen Hillingsø som Ellie
- Mick Øgendahl som Crash
- Jonatan Spang som Eddie

Originale stemmer
- Ray Romano som Manny
- Queen Latifah som Ellie
- Denis Leary som Diego
- John Leguizamo som Sid
- Seann William Scott som Crash
- Josh Peck som Eddie
- Simon Pegg som Buck
- Chris Wedge som Scrat
- Karen Disher som Scratte
- Bill Hader som Gazelle
- Joey King som bæver pige
- Jane Lynch som Diatryma Mor
- Kristen Wiig som Pudgy bæver Mor
- Carlos Saldanha som Dinosaur Babyer / fugl
- Eunice Cho som Madison (Diatryma pige)
- Maile Flanagan som Aardvark Mor
- Clea Lewis som Start Mor